# Moissac
Pour les articles homonymes, voir Moissac (homonymie).
Moissac est une commune française située au centre ouest du département de Tarn-et-Garonne en région Occitanie.
La ville compte 13 378 habitants en 2022. Ancienne sous-préfecture, elle dépend aujourd'hui de celle de Castelsarrasin. Ses habitants sont appelés les Moissagais ou  Moissagaises.

## Géographie

### Localisation
La commune de Moissac se trouve au nord-ouest du département de Tarn-et-Garonne, dans le Bas-Quercy, à une distance à vol d'oiseau de :
- 23 km au nord-ouest de Montauban, chef-lieu de département,
- 38 km à l'est d'Agen,
- 47 km au sud de Cahors,
- 62 km au nord-ouest de Toulouse, chef-lieu de région,
- 65 km au nord d'Auch,
- 86 km à l'ouest d'Albi,
- 121 km à l'ouest de Rodez, chefs-lieux des départements limitrophes.

En ce qui concerne les chefs-lieux des régions limitrophes, elle est distante de 186 km de Bordeaux, 473 km de Marseille et 511 km de Lyon. Enfin, elle se trouve à 632 km de Paris.

### Communes limitrophes
Moissac est limitrophe de neuf autres communes.
Les communes limitrophes sont  Boudou, Castelsarrasin, Durfort-Lacapelette, Lafrançaise, Les Barthes, Lizac, Montesquieu, Saint-Nicolas-de-la-Grave et Saint-Paul-d'Espis.
| Saint-Paul-d'Espis        | Montesquieu    | Durfort-Lacapelette, Lafrançaise |
| Boudou                    | Moissac        | Lizac                            |
| Saint-Nicolas-de-la-Grave | Castelsarrasin | Les Barthes                      |

### Géologie et relief
L'altitude de la commune varie entre 63,7 et 192,6 mètres.Sur le plan géographique, la commune en rive droite du Tarn  est dans le Bas Quercy, zone de coteaux, sources de nombreux ruisseaux. Elle correspond à la partie méridionale du Quercy calcaire lotois. C'est une région géologiquement constituée de molasse, terme générique s'appliquant à un sous-sol de marnes et d'argiles bariolées, altérées en surface (terrefort), intercalées de chenaux sableux et de calcaires marneux (mais peu épais et de faible extension), les calcaires plus riches en CaCO3 n'apparaissant vraiment qu'à l'ouest, dans la commune de Boudou ou plus rarement en couverture des coteaux les plus élevés.
En rive gauche en revanche, le terroir est constitué de terrasses peu anciennes du Tarn, partiellement inondable pour la plus basse, faites de sable, de galets plus ou moins argileux et recouverts d'une couche fertile de limons d'inondation (la "boulbène").
La commune possède un patrimoine naturel remarquable : deux sites Natura 2000 (Les « vallées du Tarn, de l'Aveyron, du Viaur, de l'Agout et du Gijou » et la « vallée de la Garonne de Muret à Moissac »), deux espaces protégés (le « bois du Calvaire » et le « cours de la Garonne, de l'Aveyron, du Viaur et du Tarn ») et deux zones naturelles d'intérêt écologique, faunistique et floristique.

### Hydrographie
La commune est drainée par le Tarn, le Lemboulas, le Lembous, le ruisseau du Bartac, le ruisseau de Cabarieu, le ruisseau de Combe Clairon, le ruisseau de Delbès, le ruisseau de Lembenne, le ruisseau de la Madeleine, le ruisseau de Millole, le ruisseau de Borde Neuve,.
Le Tarn traverse la commune et se jette dans la Garonne à Saint-Nicolas-de-la-Grave, après avoir traversé 98 communes.
Le Lemboulas, d'une longueur totale de 56,7 km, prend sa source dans la commune de Lalbenque et s'écoule du nord-est au sud-ouest. Il traverse la commune et se jette dans le Tarn à Castelsarrasin, après avoir traversé 15 communes.
Le Lembous, d'une longueur totale de 16,9 km, prend sa source dans la commune de Vazerac et s'écoule du nord-est au sud-ouest. Il traverse la commune et se jette dans le Lemboulas à Lafrançaise, après avoir traversé 4 communes.

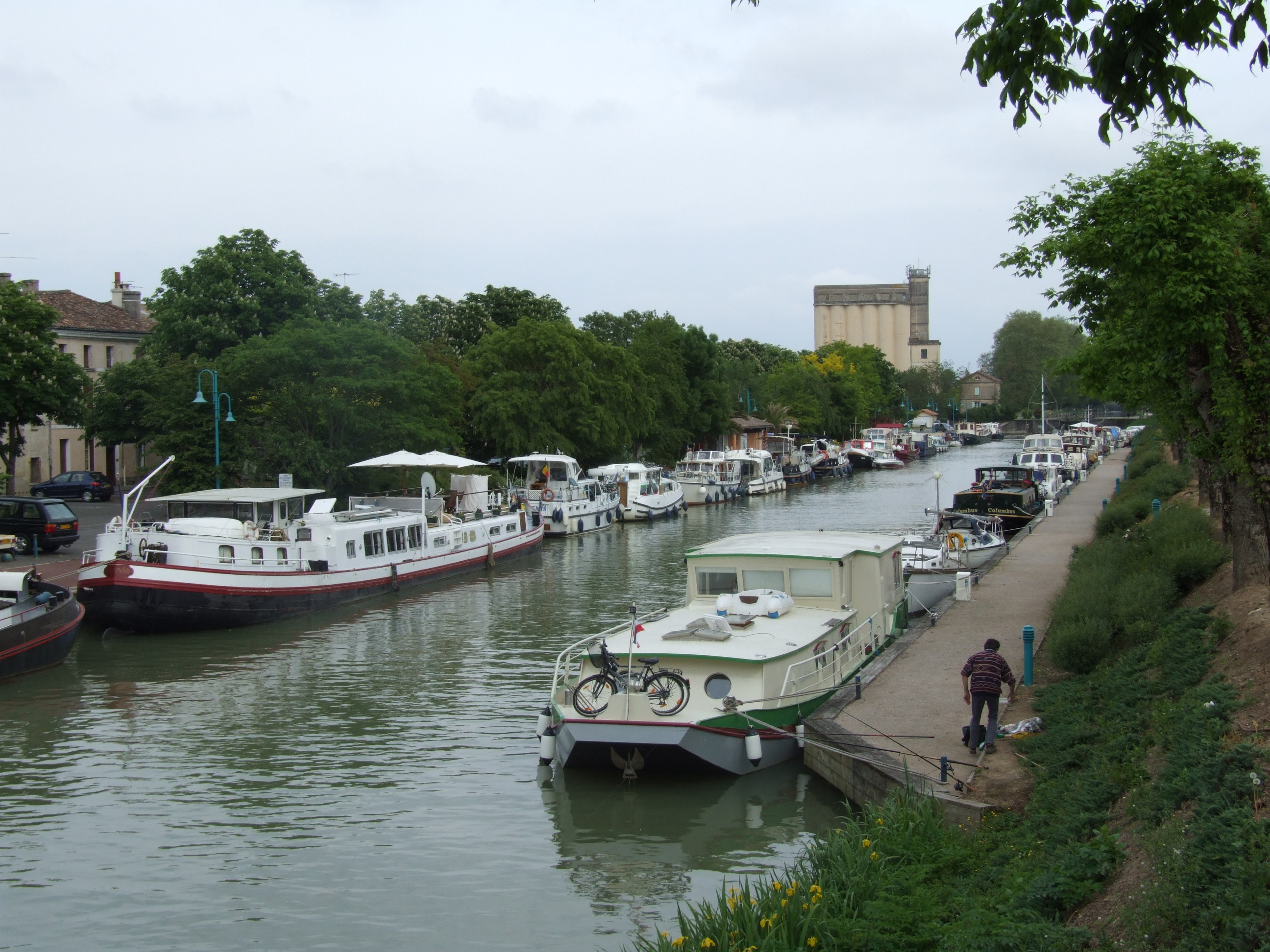
Le canal latéral à la Garonne à Moissac.
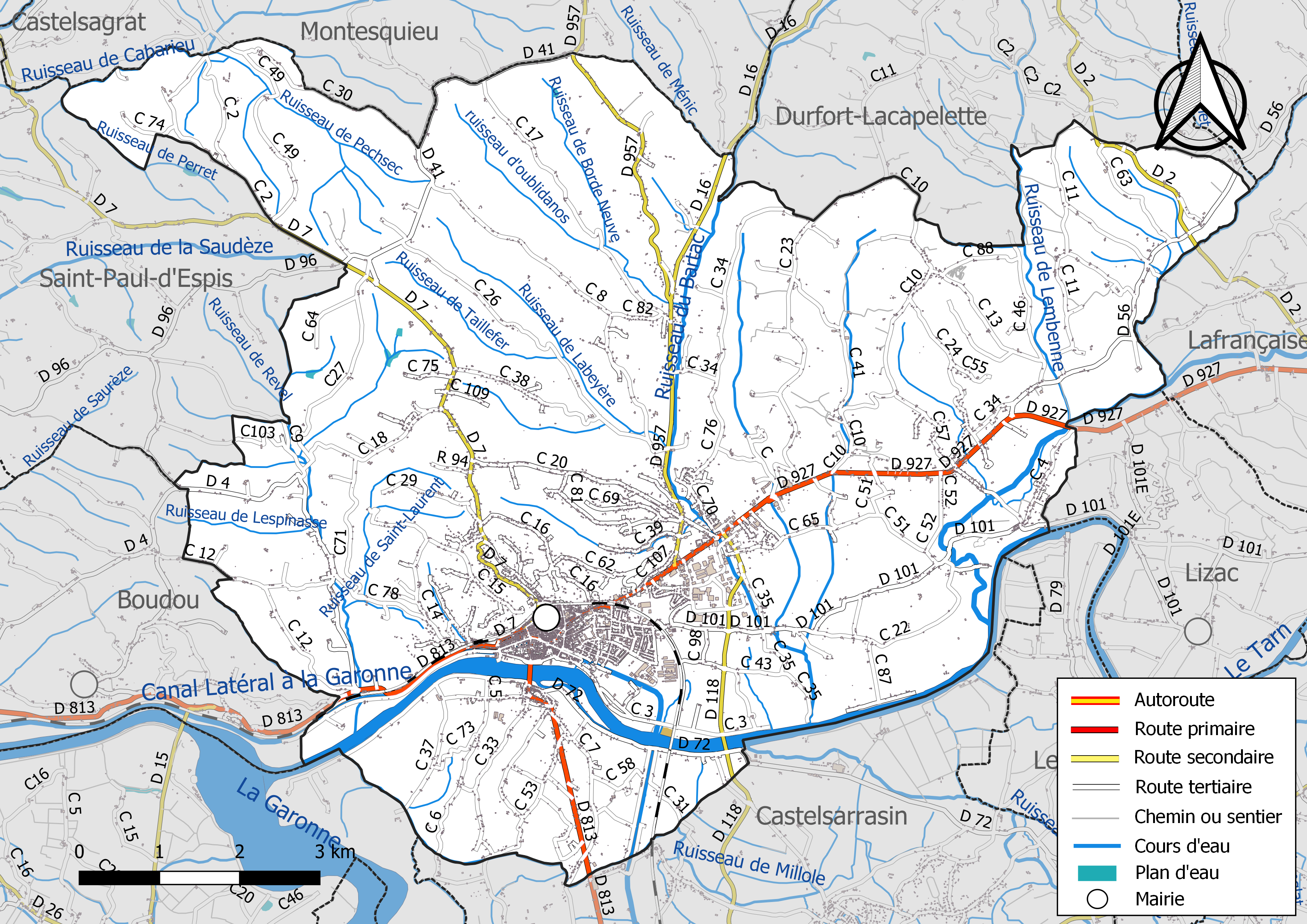
Réseaux hydrographique et routier de Moissac.

### Climat
Pour des articles plus généraux, voir Climat de l'Occitanie et Climat de Tarn-et-Garonne.
En 2010, le climat de la commune est de type climat du Bassin du Sud-Ouest, selon une étude du Centre national de la recherche scientifique s'appuyant sur une série de données couvrant la période 1971-2000. En 2020, Météo-France publie une typologie des climats de la France métropolitaine dans laquelle la commune est exposée à un climat océanique altéré et est dans la région climatique  Aquitaine, Gascogne, caractérisée par une pluviométrie abondante au printemps, modérée en automne, un faible ensoleillement au printemps, un été chaud (19,5 °C), des vents faibles, des brouillards fréquents en automne et en hiver et des orages fréquents en été (15 à 20 jours). 
Pour la période 1971-2000, la température annuelle moyenne est de 13,6 °C, avec une amplitude thermique annuelle de 15,5 °C. Le cumul annuel moyen de précipitations est de 789 mm, avec 10,7 jours de précipitations en janvier et 6,2 jours en juillet. Pour la période 1991-2020, la température moyenne annuelle observée sur la station météorologique de Météo-France la plus proche, « Castelsarrasin », dans la commune de Castelsarrasin à 7 km à vol d'oiseau, est de 13,6 °C et le cumul annuel moyen de précipitations est de 698,6 mm. 
La température maximale relevée sur cette station est de 43,1 °C, atteinte le 24 août 2023 ; la température minimale est de −13,8 °C, atteinte le 9 février 2012,,. 
| Mois                                  | jan.            | fév.           | mars          | avril           | mai             | juin          | jui.           | août           | sep.           | oct.            | nov.            | déc.          | année      |
| ------------------------------------- | --------------- | -------------- | ------------- | --------------- | --------------- | ------------- | -------------- | -------------- | -------------- | --------------- | --------------- | ------------- | ---------- |
| Température minimale moyenne (°C)     | 1,7             | 1,4            | 3,8           | 6,3             | 9,8             | 13,5          | 15,3           | 15,2           | 11,6           | 8,7             | 4,7             | 2,3           | 7,9        |
| Température moyenne (°C)              | 5,6             | 6,5            | 9,7           | 12,5            | 16,2            | 19,9          | 22,1           | 22,1           | 18,4           | 14,4            | 9,2             | 6,2           | 13,6       |
| Température maximale moyenne (°C)     | 9,5             | 11,6           | 15,6          | 18,7            | 22,5            | 26,4          | 29             | 29             | 25,3           | 20,1            | 13,7            | 10            | 19,3       |
| Record de froid (°C) date du record   | −9,4 13.01.03   | −13,8 09.02.12 | −9,9 01.03.05 | −3,4 22.04.1991 | −0,1 06.05.19   | 3,7 01.06.06  | 7,5 01.07.1991 | 5,4 29.08.1995 | 2,3 19.09.1994 | −4,3 31.10.1997 | −8,5 22.11.1998 | −8 09.12.1991 | −13,8 2012 |
| Record de chaleur (°C) date du record | 18,4 25.01.1995 | 25 23.02.1990  | 26,7 20.03.05 | 30,3 30.04.05   | 34,7 16.05.1992 | 40,2 27.06.19 | 40,5 18.07.22  | 43,1 24.08.23  | 36,7 09.09.23  | 33,3 01.10.23   | 24,7 07.11.15   | 18,6 23.12.22 | 43,1 2023  |
| Précipitations (mm)                   | 62,4            | 48,8           | 52,9          | 69,7            | 72,9            | 59,2          | 43,9           | 50,1           | 54,4           | 54,6            | 62,8            | 66,9          | 698,6      |

| Diagramme climatique                                  |             |             |             |             |              |            |            |              |             |             |           |
| J                                                     | F           | M           | A           | M           | J            | J          | A          | S            | O           | N           | D         |
| 9,51,762,4                                            | 11,61,448,8 | 15,63,852,9 | 18,76,369,7 | 22,59,872,9 | 26,413,559,2 | 2915,343,9 | 2915,250,1 | 25,311,654,4 | 20,18,754,6 | 13,74,762,8 | 102,366,9 |
| Moyennes : • Temp. maxi et mini °C • Précipitation mm |             |             |             |             |              |            |            |              |             |             |           |

Les paramètres climatiques de la commune ont été estimés pour le milieu du siècle (2041-2070) selon différents scénarios d'émission de gaz à effet de serre à partir des nouvelles projections climatiques de référence DRIAS-2020. Ils sont consultables sur un site dédié publié par Météo-France en novembre 2022.

## Urbanisme

### Typologie
Au 1er janvier 2024, Moissac est catégorisée petite ville, selon la nouvelle grille communale de densité à sept niveaux définie par l'Insee en 2022.
Elle appartient à l'unité urbaine de Castelsarrasin, une agglomération intra-départementale regroupant deux  communes, dont elle est une commune de la banlieue,,. Par ailleurs la commune fait partie de l'aire d'attraction de Moissac, dont elle est la commune-centre,. Cette aire, qui regroupe 7 communes, est catégorisée dans les aires de moins de 50 000 habitants,.

### Occupation des sols

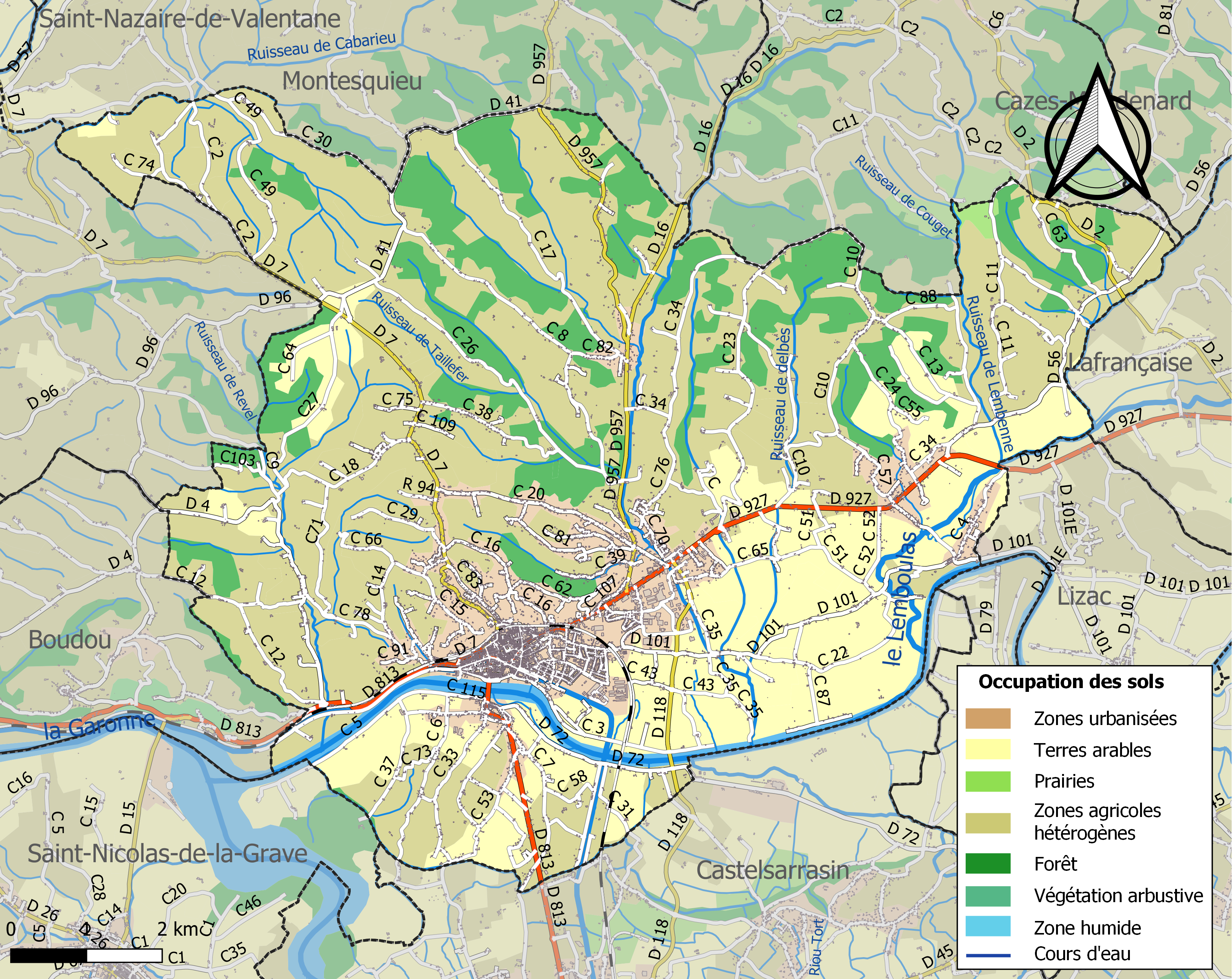
Carte des infrastructures et de l'occupation des sols de la commune en 2018 (CLC).

L'occupation des sols de la commune, telle qu'elle ressort de la base de données européenne d’occupation biophysique des sols Corine Land Cover (CLC), est marquée par l'importance des territoires agricoles (73,3 % en 2018), en diminution par rapport à 1990 (78,4 %). La répartition détaillée en 2018 est la suivante : 
zones agricoles hétérogènes (51,6 %), cultures permanentes (16 %), forêts (14,5 %), zones urbanisées (8,8 %), terres arables (5,4 %), eaux continentales (1,9 %), zones industrielles ou commerciales et réseaux de communication (1,6 %), prairies (0,2 %). L'évolution de l’occupation des sols de la commune et de ses infrastructures peut être observée sur les différentes représentations cartographiques du territoire : la carte de Cassini (XVIIIe siècle), la carte d'état-major (1820-1866) et les cartes ou photos aériennes de l'IGN pour la période actuelle (1950 à aujourd'hui).

### Voies de communication et transports
Accès SNCF par la gare de Moissac sur la ligne Bordeaux Saint Jean-Toulouse Matabiau, desservie quotidiennement par des TER Occitanie effectuant des AR entre les gares de Toulouse-Matabiau, Montauban-Ville-Bourbon et Agen.
La ligne 801 du réseau liO relie la commune à Montauban depuis Lamagistère.
Une voie desservait jadis directement Moissac à Cahors pour l'exportation plus rapide du chasselas et éviter son déchargement-chargement en gare de Montauban. Beaucoup  d'ouvrages d'art (ponts, soutènements) sont toujours en place. Les rails ont bien sûr  été récupérés.
La ville est également desservie par l'autoroute A62 au niveau de Castelsarrasin à 7 km et par l'ex-RN113 (aujourd'hui RD       ) Bordeaux-Marseille.

### Risques majeurs
Le territoire de la commune de Moissac est vulnérable à différents aléas naturels : météorologiques (tempête, orage, neige, grand froid, canicule ou sécheresse), inondations, mouvements de terrains et séisme (sismicité très faible). Il est également exposé à deux risques technologiques, le transport de matières dangereuses et le risque nucléaire. Un site publié par le BRGM permet d'évaluer simplement et rapidement les risques d'un bien localisé soit par son adresse soit par le numéro de sa parcelle.

#### Risques naturels
La commune fait partie du territoire à risques importants d'inondation (TRI) de Montauban-Moissac, regroupant 15 communes concernées par un risque de débordement du Tarn, un des 18 TRI qui ont été arrêtés fin 2012 sur le bassin Adour-Garonne. La crue historique de mars 1930 a provoqué des dégâts considérables. Le sinistre a fait 210 morts et près de 10 000 sinistrés. 120 morts ont été recensés pour la seule ville de Moissac après la rupture des digues et 2 769 maisons ont été détruites en Tarn-et-Garonne. Des cartes des surfaces inondables ont été établies pour trois scénarios : fréquent (crue de temps de retour de 10 ans à 30 ans), moyen (temps de retour de 100 ans à 300 ans) et extrême (temps de retour de l'ordre de 1 000 ans, qui met en défaut tout système de protection). La commune a été reconnue en état de catastrophe naturelle au titre des dommages causés par les inondations et coulées de boue survenues en 1992, 1993, 1999 et 2018,.
Moissac est exposée au risque de feu de forêt. Le département de Tarn-et-Garonne présentant toutefois globalement un niveau d’aléa moyen à faible très localisé, aucun Plan départemental de protection des forêts contre les risques d’incendie de forêt (PFCIF) n'a été élaboré. Le débroussaillement aux abords des maisons constitue l’une des meilleures protections pour les particuliers contre le feu,.

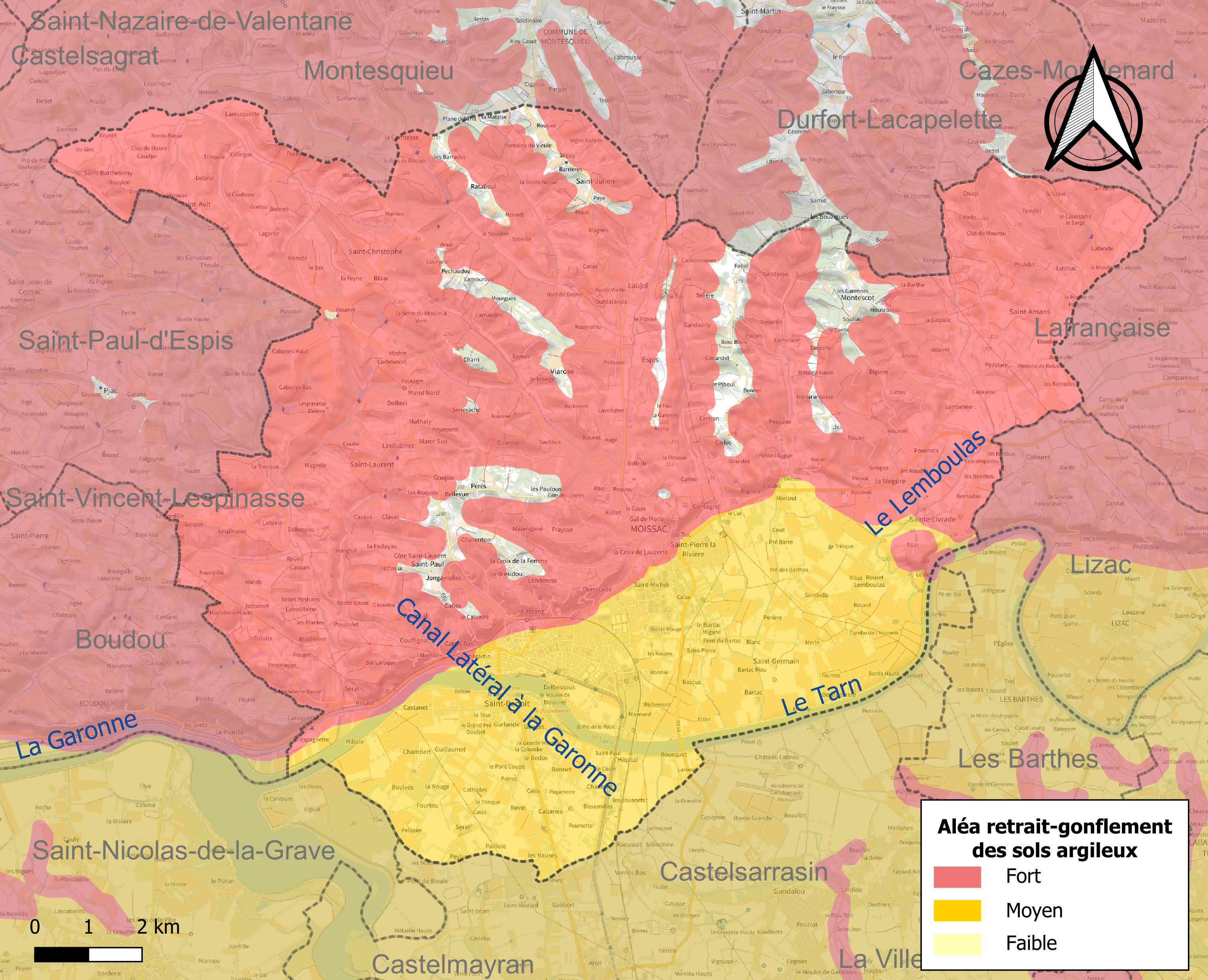
Carte des zones d'aléa retrait-gonflement des sols argileux de Moissac.

Les mouvements de terrains susceptibles de se produire sur le territoire de la commune sont des tassements différentiels.
Le retrait-gonflement des sols argileux est susceptible d'engendrer des dommages importants aux bâtiments en cas d’alternance de périodes de sécheresse et de pluie. 93,5 % de la superficie communale est en aléa moyen ou fort (92 % au niveau départemental et 48,5 % au niveau national). Sur les 4 790 bâtiments dénombrés sur le territoire de la commune en 2019, 4 486 sont en aléa moyen ou fort, soit 94 %, à comparer aux 96 % au niveau départemental et 54 % au niveau national. Une cartographie de l'exposition du territoire national au retrait gonflement des sols argileux est disponible sur le site du BRGM,.
Par ailleurs, afin de mieux appréhender le risque d’affaissement de terrain, l'inventaire national des cavités souterraines permet de localiser celles situées sur le territoire de la commune.
Concernant les mouvements de terrains, la commune a été reconnue en état de catastrophe naturelle au titre des dommages causés par la sécheresse en 1989, 1991, 1992, 1996, 2003, 2006, 2007, 2008, 2009, 2011, 2012, 2015 et 2017 et par des mouvements de terrain en 1999.

#### Risques technologiques
Le risque de transport de matières dangereuses dans la commune est lié à sa traversée par des infrastructures routières ou ferroviaires importantes ou la présence d'une canalisation de transport d'hydrocarbures. Un accident se produisant sur de telles infrastructures est susceptible d’avoir des effets graves sur les biens, les personnes ou l'environnement, selon la nature du matériau transporté. Des dispositions d’urbanisme peuvent être préconisées en conséquence.
En cas d’accident grave, certaines installations nucléaires sont susceptibles de rejeter dans l’atmosphère de l’iode radioactif. La commune étant située dans le périmètre de sûreté de 20 km autour de la centrale nucléaire de Golfech, elle est exposée au risque nucléaire. En cas d'accident nucléaire, une alerte est donnée par différents médias (sirène, sms, radio, véhicules). Dès l'alerte, les personnes habitant dans le périmètre de 2 km se mettent à l'abri. Les personnes habitant dans le périmètre de 20 km peuvent être amenées, sur ordre du préfet, à évacuer et ingérer des comprimés d'iode,,.

## Toponymie
Deux ouvrages traitent de la toponymie de Moissac. L'un de la toponymie rurale, paru en 2006 (André Calvet), l'autre de la toponymie urbaine paru en 2007 (André Calvet, Régis De La Haye, René Pautal).

### Toponymie rurale
Environ mille ans d'archives sont consultables : matrices cadastrales, états des sections, donations, échanges, déclarations d'exploitations, transactions, testaments, divers actes, successions, procès, quittances, lettres, hommages, procès-verbaux, procédures, inventaires, titres, compois et assemblages, délibérations municipales, etc. Un corpus de plus de 5 000 entrées a pu être dressé. Il répertorie 1 300 noms dont 2/3 ont disparu au cours du temps. La toponymie rurale de Moissac reste riche malgré tout de près de 450 noms dont la présence dans les documents conservés s'étale sur onze siècles. Les noms les plus anciens remontent aux Xe et  XIe siècles. L'année 1833, date de création du cadastre napoléonien, a vu apparaître 157 nouveaux noms. Parmi les noms éphémères, nous trouvons par exemple Comunals (1079), Pueg arotbaut (1125), La Bertuzia (1334), Beteille (1841), et parmi les plus résistants, Bartac  (1125), Combe Clairon (1265), Millole (1280), etc.
Le plus étonnant reste la conservation du nom de lieu Gineva (prononcé en occitan « Tsinêbo »), nom ligure évoquant un confluent, conservé par tradition orale, désignant encore le quartier de Saint-Benoît, situé sur la rive gauche du Tarn. Cette désignation affiche fièrement ses 3 000 ans d'âge !

Relever les anciennes graphies d'un même nom de terroir, permet parfois d'en retrouver le sens. C'est le cas du nom énigmatique de Bresidou dont le sens échappe, tandis que les anciens noms, Brugidor, Brugidon ou Brugidou  renvoient à l'idée de bruit, bruyant. C'est encore le cas de Cadossang qui est incompris, tandis que ses anciennes graphies, Gaguessang, Cagasant, Cagasang, nous révèlent la présence passée d'un ruisseau qui charriait les eaux boueuses et rougeâtres (couleur sang) du terroir de Borde-Rouge situé en amont. L'étude des noms de lieux moissagais souligne encore l'homonymie bien connue entre toponyme et patronyme. L'observation des données recueillies permet non seulement de dresser une chronologie, mais au-delà, de distinguer les noms de personnes du cru des noms de personnes présents à la suite de flux migratoires. Ainsi, Aurimont, Coudol, Palanque ou Piboul peuvent revendiquer leur foyer originel dans le pays moissagais, tandis que Bayne, Bézy ou Misère doivent chercher leur origine sous d'autres cieux.

### Toponymie urbaine
La toponymie urbaine de la ville de Moissac a recours à 176 noms. Un tiers évoque des hommes du cru, parmi lesquels dix environ demeurent à ce jour inconnus ou très mal connus. Quelques noms de seigneurs demeurent, Guileran, Caillavet, Calas, Perpigna, Roussol , etc., ainsi que quatre noms de bienfaiteurs, Henri Cayrou, Dominique Claverie, Antoine Hébrard et Derua. D'autres locaux sont salués, Delbrel le républicain, Barbarou ingénieur de génie, Léon Cladel écrivain ou Jean Sarlat simple curé. Les noms d'hommes au destin national sont d'environ une vingtaine. Parmi eux, des noms d'écrivains, Diderot, Hugo et Montesquieu, des chimistes, Pasteur et Lavoisier, des présidents de la république, René Coty et Charles de Gaulle, et un couple méritant qui n'aurait pu être oublié après le sauvetage d'environ 500 enfants juifs pendant la deuxième guerre mondiale : Shatta et Bouli Simon.
Parmi les autres thèmes, ceux du bâti, Marché, Moulin, Tuileries, Uvarium, Latour, Porte Arse, Tourneuve, Maladrerie, Hôpital, de l'hydraulique, Bassin du Canal, Port de Plaisance, Digue de la Cartonnerie, Vieux Port, de la religion, Abbaye, Calvaire, Pénitents, Prêtres, Recollets, Religieuses, des métiers artisanaux et corporations, Cordiers, Des Mazels, Maréchaux, Pipiers, Potiers, Tanneurs, Tourneurs, Minotiers, Blanchisseurs, des cultures locales, Cerises, Vergers, Jardins, Chasselas, Vignes, Vignobles, des évocations de conflits armés, Flandres-Dunkerque, Alsace-Lorraine, Corps Francs Pommiès, Magenta, Marengo, Montebello, 11 novembre 1918, 8 mai 1945, Jean Moulin, Libération. Quelques noms relatent la terrible inondation de 1930 dont une rue porte le nom. On trouve aussi Sauveteurs, Solidarité, Donateurs, Paris et Maroc. Quelques noms guident le voyageur et s'entendent d'eux-mêmes, Pyrénées, Quercy, Gandalou, Montauban, Saint-Nicolas-de-la-Grave. Quelques autres interrogent quant à leur raison d'être, Cotillon, Lilas, Abeilles, Fleurs, Coq (anciennement rue du Bordel !), Ange, Chat et même…Singe. Signalons enfin le caractère misogyne de la toponymie, comme à son habitude, ici comme ailleurs, avec seulement trois noms féminins, dont deux hagionymes, Blanche et Catherine et Marie Curie, unique femme à ce jour doublement « nobellisée ».

## Histoire

### Moyen Âge et Temps modernes
En décembre 1464, par ses lettres patentes, le roi Louis XI (1423-1483) confirme les privilèges octroyées par ses prédécesseurs.
En 1622, au cours d’une nouvelle guerre de religion, la ville est prise par Louis XIII.

### Époque contemporaine

#### La place de Moissac dans l'organisation administrative du pays
La réforme administrative de la Révolution (1789-1790) place la commune de Moissac dans le département du Lot. Moissac est le chef-lieu d'un arrondissement à partir de 1800 et jusqu'en 1926. Le 21 novembre 1808, un décret de Napoléon Ier la rattache au nouveau département de Tarn-et-Garonne.
En 1830, des troubles surviennent en réaction à la perception des contributions indirectes, la foule s'attaquant au péage du pont de Moissac et menaçant d'incendier la maison du directeur des contributions. Toutefois, la situation se calme après l'intervention du préfet Chaper.
En 1863, les communes de Moissac et Lafrançaise cèdent chacune une partie de leur territoire pour former la nouvelle commune de Lizac.

#### Le raisin de Moissac
La commune est connue sous l'appellation de « ville du chasselas », du nom du raisin de table originaire du village de Chasselas (Saône-et-Loire) ; la production en AOC « chasselas de Moissac », est pratiquée par les exploitants agricoles du canton.

#### Les inondations de 1930
Cité uvale, Moissac a été l'une des villes les plus touchées par l'inondation de mars 1930 qui dévasta tout le Sud-Ouest dont notamment le Tarn-et-Garonne. L'historien Max Lagarrigue la qualifie d'« inondation du siècle », indiquant que « l'on dénombre, à Moissac, 120 morts, 1 400 maisons détruites et 5 896 sans abris ».

#### La Seconde Guerre mondiale et le refuge des enfants juifs
Pendant la Seconde Guerre mondiale, Moissac est un refuge pour l'importante communauté des éclaireurs israélites de France (EIF). Ces derniers, hébergés au Moulin de Moissac, ou pour les plus jeunes à la Maison des enfants de Moissac, y demeurent durant la guerre grâce, entre autres, à la bienveillance des autorités municipales et de la population. Des jeunes Juifs d'Europe centrale forment le « groupe rural de Charry » qui défriche une dizaine d'hectares à Viarose, en 1941 et 1942 : bien vu du voisinage, ce groupe est l'objet d'un rapport élogieux de la gendarmerie. Cependant, l'occupation de la zone Sud en novembre 1942 rend la situation beaucoup plus difficile, bien que le préfet François Martin ait répugné à appliquer rigoureusement la répression antisémite. Les enfants juifs sont dispersés dans des familles d'accueil jusqu'à la Libération (19 août 1944). Une des responsables de ces refuges est Herta Cohn-Bendit, la mère de Daniel (lequel naît en 1945 à Montauban).
Dix habitants de Moissac sont honorés comme Justes parmi les Nations : Manuel Darrac, Henriette Ducom, Jean Gainard, Alice Pelous, Alida Bourel, Henri Bourel, Pierre Bourel, Renée Bourel, Albini Ginisty et Ernestine Ginisty.
Au printemps 1944, une partie du 4e régiment SS « Das Reich » y est cantonnée, avant d’être appelée en Normandie et de commettre de nombreuses exactions sur sa route, notamment le massacre d’Oradour-sur-Glane.

#### Mai 1968
En mai 1968, les ouvriers de la Targa se mettent en grève (22 mai) précédés d'un jour par ceux, tout proche, de l'usine Péchiney à Castelsarrasin (21 mai). Des manifestations paysannes s'organisent aussi, sous la tutelle de Paul Ardouin, ancien compagnon de route du « tribun des paysans », l'ex-député communiste Renaud Jean.

## Politique et administration

### Administration municipale
Le nombre d'habitants au recensement de 2017 étant compris entre 10 000 habitants et 19 999 habitants au dernier recensement, le nombre de membres du conseil municipal est de trente trois,.

### Rattachements administratifs et électoraux
Commune de l'arrondissement de Castelsarrasin faisant partie de la communauté de communes Terres des confluences et du canton de Moissac (avant le redécoupage départemental de 2014, Moissac avant le 1er janvier 2017 faisait partie de l'ex-communauté de communes Terres de confluences) et compté deux cantons le canton de Moissac-2 et le canton de Moissac-1.

### Jumelages
- Thomery (France) ;
- Astorga (Espagne), étape importante des chemins de Compostelle en Espagne.

## Population et société

### Démographie
L'évolution du nombre d'habitants est connue à travers les recensements de la population effectués dans la commune depuis 1793. Pour les communes de plus de 10 000 habitants les recensements ont lieu chaque année à la suite d'une enquête par sondage auprès d'un échantillon d'adresses représentant 8 % de leurs logements, contrairement aux autres communes qui ont un recensement réel tous les cinq ans,.

En 2022, la commune comptait 13 652 habitants, en évolution de +7,9 % par rapport à 2016 (Tarn-et-Garonne : +3,12 %, France hors Mayotte : +2,11 %).
| 1793   | 1800   | 1806   | 1821  | 1831   | 1836   | 1841   | 1846   | 1851   |
| ------ | ------ | ------ | ----- | ------ | ------ | ------ | ------ | ------ |
| 10 618 | 10 035 | 10 331 | 9 927 | 10 165 | 10 618 | 10 762 | 10 724 | 10 655 |

| 1856   | 1861   | 1866  | 1872  | 1876  | 1881  | 1886  | 1891  | 1896  |
| ------ | ------ | ----- | ----- | ----- | ----- | ----- | ----- | ----- |
| 10 290 | 10 445 | 9 661 | 9 036 | 9 137 | 9 202 | 9 232 | 8 797 | 8 769 |

| 1901  | 1906  | 1911  | 1921  | 1926  | 1931  | 1936  | 1946  | 1954  |
| ----- | ----- | ----- | ----- | ----- | ----- | ----- | ----- | ----- |
| 8 407 | 8 218 | 8 137 | 7 219 | 7 435 | 7 814 | 8 105 | 9 181 | 9 145 |

| 1962   | 1968   | 1975   | 1982   | 1990   | 1999   | 2006   | 2011   | 2016   |
| ------ | ------ | ------ | ------ | ------ | ------ | ------ | ------ | ------ |
| 10 274 | 11 856 | 11 826 | 11 184 | 11 971 | 12 321 | 12 354 | 12 365 | 12 652 |

| 2021   | 2022   | - | - | - | - | - | - | - |
| ------ | ------ | - | - | - | - | - | - | - |
| 13 748 | 13 652 | - | - | - | - | - | - | - |

| selon la population municipale des années : | 1968 | 1975 | 1982 | 1990 | 1999 | 2006 | 2009 | 2013 |
| Rang de la commune dans le département      | 2    | 2    | 2    | 2    | 2    | 3    | 3    | 3    |
| Nombre de communes du département           | 195  | 195  | 195  | 195  | 195  | 195  | 195  | 195  |

### Enseignement
- Sept écoles primaires (maternelle et élémentaire) :
  - l’école de Mathaly ;
  - l’école Firmin-Bouisset (anciennement appelée La Mégère) ;
  - l’école Louis-Gardes (anciennement appelée Saint-Benoît, du nom de son quartier), proposant un enseignement français-occitan à parité horaire ;
  - l’école de Montebello, proposant l'orchestre à l'école) ;
  - l’école du Sarlac, proposant un enseignement français-occitan à parité horaire ;
  - l’école Camille-Delthil (maternelle) et Pierre-Chabrié (élémentaire) ;
  - l’école catholique Jeanne-d'Arc (privé sous contrat).
- Deux collèges :
  - le collège François-Mitterrand ;
  - le collège catholique Jeanne-d'Arc (privé sous contrat).
- Deux lycées :
  - le lycée général François-Mitterrand ;
  - le lycée professionnel agricole et horticole.

### Manifestations culturelles et festivités
La fête des fruits a lieu chaque année au début du mois de septembre où sont exposés les fruits issus de la région moissagaise : chasselas, pêches, pommes, cerises, prunes, poires.
La fête foraine s'installe au bord du Tarn pendant le week-end de Pentecôte, à proximité de l'Uvarium et du moulin de Moissac. À cette époque, on élit traditionnellement la rosière et les marins se produisent en spectacle.

### Santé
Le centre hospitalier intercommunal couvre l'Ouest du Tarn-et-Garonne. Après la fermeture de la maternité, les élus, les habitants de la ville et des collectivités locales se mobilisent régulièrement pour défendre le maintien de l'activité hospitalière dont l'avenir semble encore incertain.

### Social
La maison de l'emploi et de la solidarité regroupant divers organismes CCAS, GRETA, sécurité sociale, information logement, accompagnement retraite…

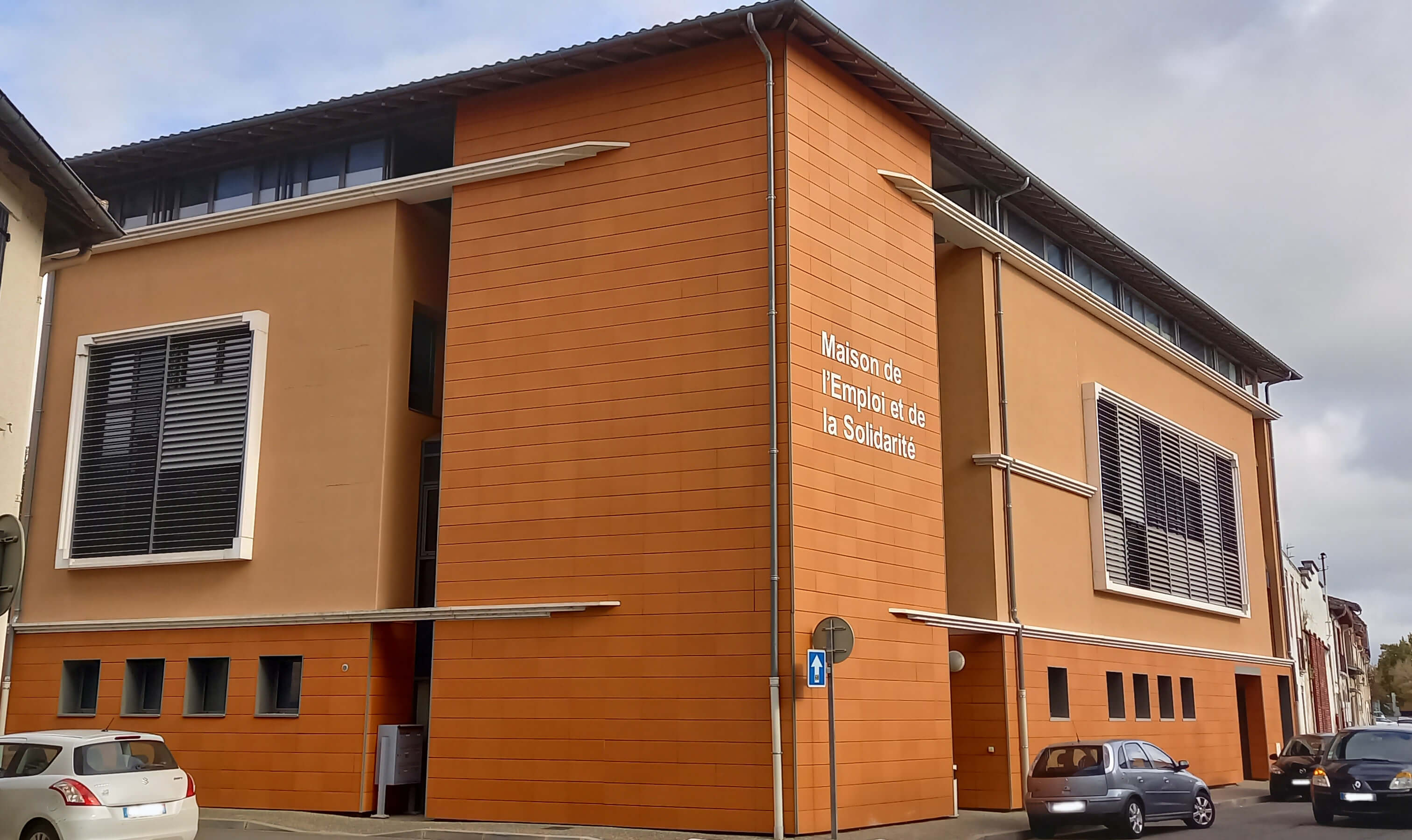
27 rue de la solidarité

#### Associations
La Croix-Rouge a fondé un comité de la Société des Secours aux Blessés Militaires dans les années 1870. L'Union des femmes de France a également œuvré notamment entre 1923 et 1930,. En 2021, le siège social de l'unité locale est au 2 rue d'Anjou, à l'automne 2013 au 27 rue de la Solidarité, en 2008 au 8 rue Daubasse, en 1982, il était au 13 bis rue Sainte-Catherine.

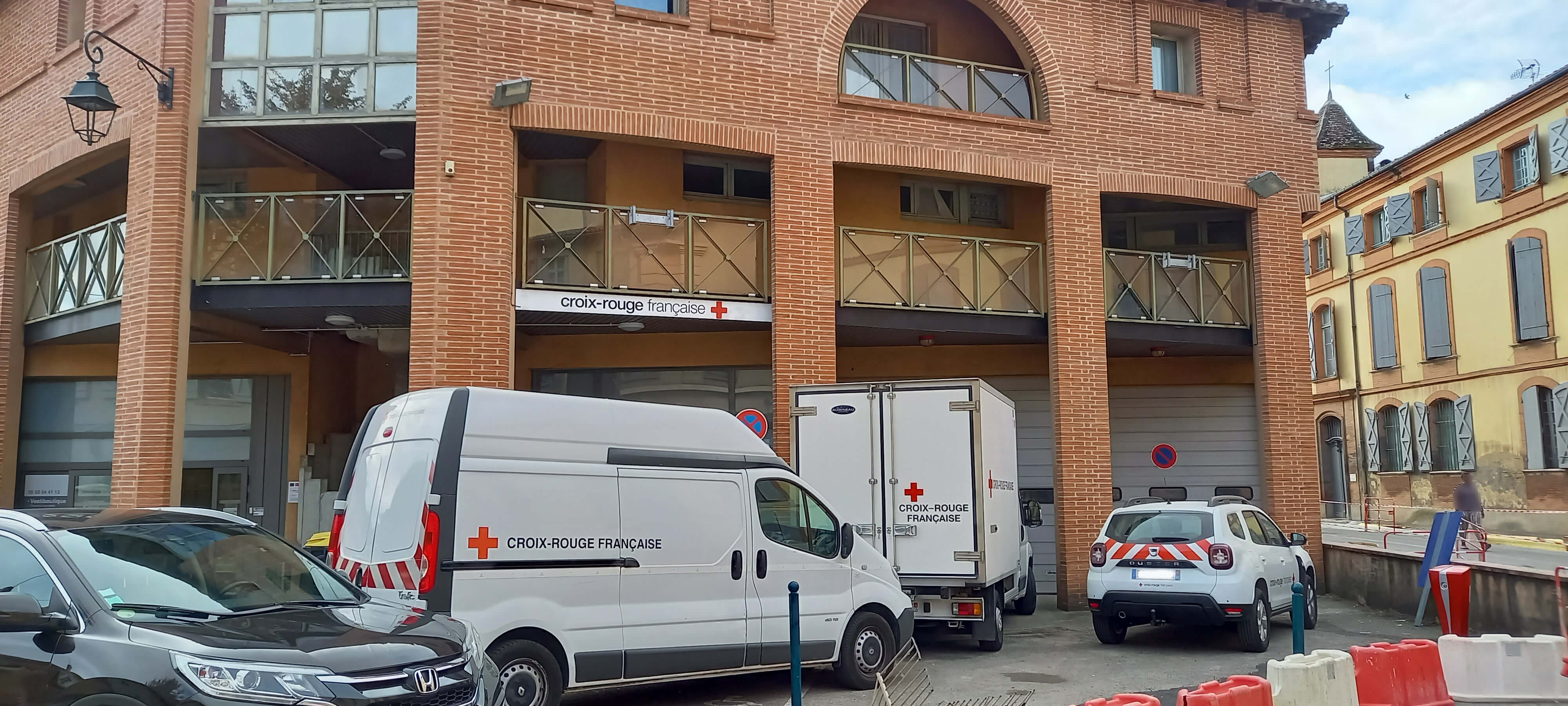
2 rue d'Anjou
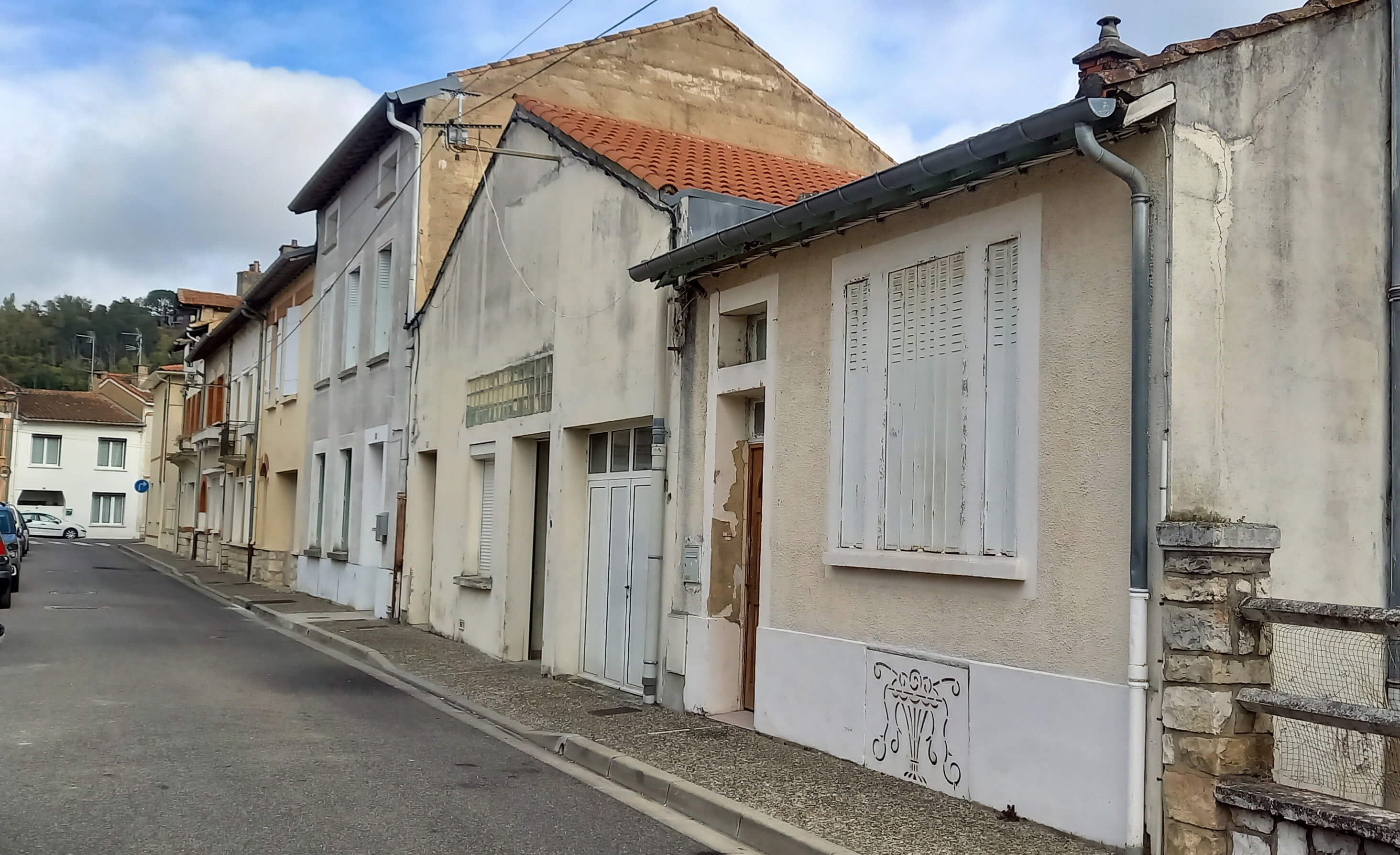
8 rue Daubasse
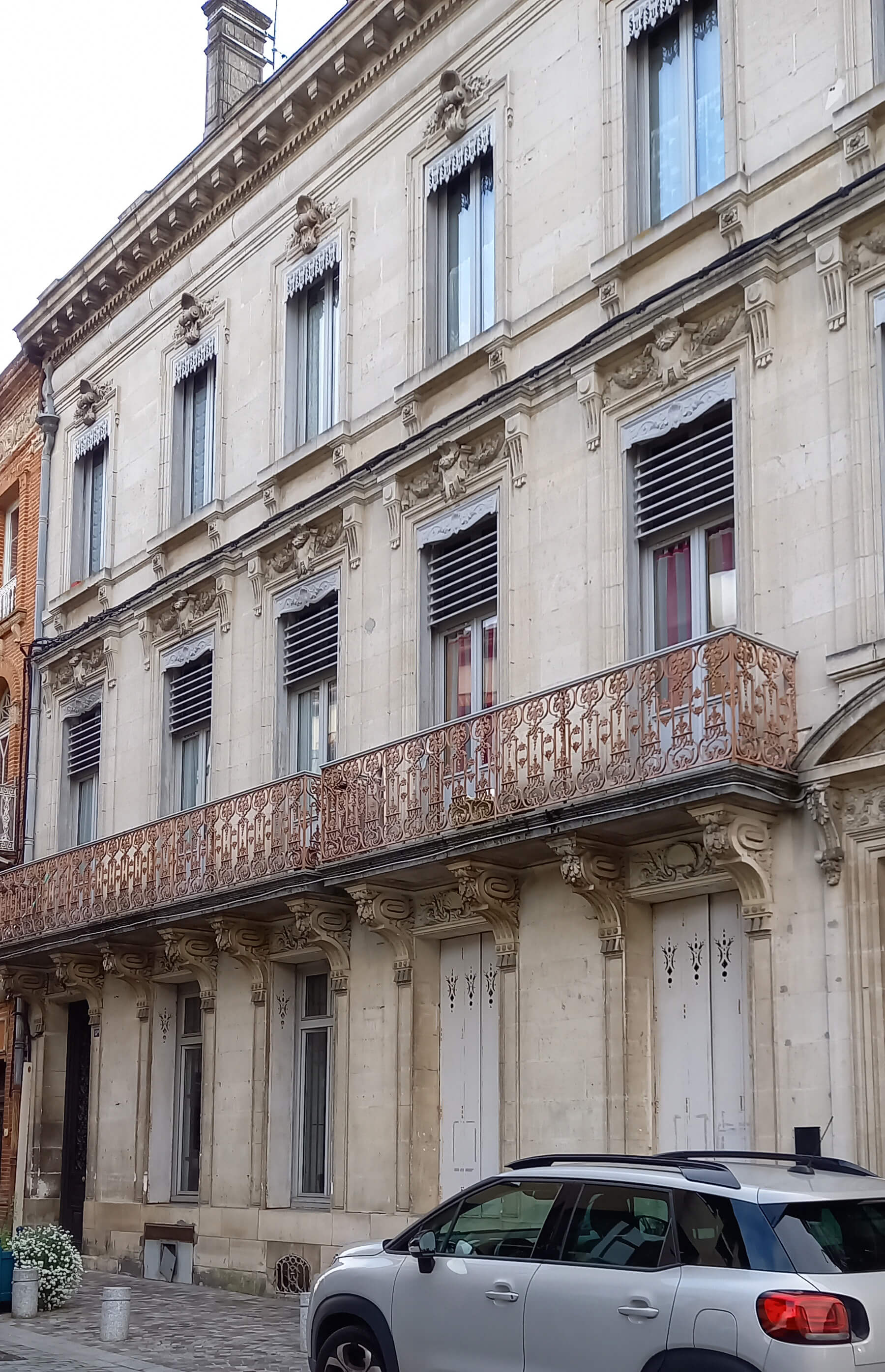
13 bis rue Sainte-Catherine

### Cultes
Le culte protestant se célèbre à l'Église Évangélique.

### Sports
Le club de rugby à XV « L'Avenir Moissagais » évolue en Fédérale 3.
La ville de Moissac a accueilli les joueurs de l'équipe des Fidji pour la coupe du monde de rugby à XV 2007.

## Économie
Même si son secteur fruitier reste développé avec notamment la présence de gros négociants tels que le groupe Boyer S.A. ou Blue Whale, l'économie de la cité uvale est en résistance. Ces anciens fleurons agricoles comme le fameux chasselas de Moissac, sont devenus marginaux. Ce raisin chasselas doré : le moissac ; production : plus de 4 000 tonnes en 2012, demeure néanmoins la plus grosse production française de raisin de table. Ce fruit bénéficie de l'appellation d'origine contrôlée. La production subit depuis maintenant près d'une décennie une baisse importante due tant à des aléas climatiques (grêles et gelées, 2007-2008), une réduction des parcelles cultivées et par voie de conséquence une baisse du tonnage.
Côté industriel, l'usine de la Targa - après des rachats successifs, c'est le groupe helvétique Rieter qui détient ce site de 22 hectares - ne fait plus travailler que 103 salariés. Un site très éprouvé depuis septembre 2008 par la crise du secteur automobile et dont la pérennité n'est pas assurée à long terme.
La commune a toutefois investi plusieurs millions d'euros avec l'intercommunalité Castelsarrasin-Moissac dans une nouvelle route (la RD 118) reliant la zone du Luc, à Moissac, jusqu'à l'entrée de l'autoroute à Castelsarrasin. Un pont baptisé Quercy-Gascogne a été construit pour traverser le Tarn et permettre le désenclavement de la cité qui n'était alors accessible que par le passage sur le pont Napoléon.

Le véritable enjeu pour Moissac demeure aujourd'hui donc de réussir son développement touristique. Passage incontournable du chemin de Saint-Jacques-de-Compostelle GR 65, entre 15 000 et 20 000 pèlerins font une halte dans l'ancien cloître bénédictin. Des pèlerins auxquels s'ajoutent de plus en plus de touristes attirés par les joyaux de l'architecture médiévale moissagaise. À ce titre, la commune bénéficie des labels Grands Sites de Midi-Pyrénées et Ville d'Art et d'Histoire décernés respectivement par le conseil régional et le Ministère de la Culture. 

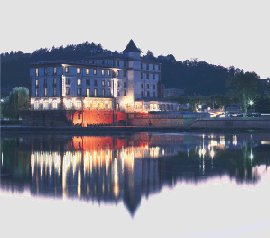
Hôtel « Moulin de Moissac ».

 Le moulin de Moissac, surplombant le Tarn depuis 1474, a depuis quelques années repris son activité et permis de redonner un nombre de lits suffisants à la cité uvale auquel s'ajoutent le gîte de l'Ancien Carmel (Ancien couvent de carmélites restauré en 2000, pour accueillir groupes divers et sportifs), les gites d'étapes La Gite Ultreia et de La Petite Lumière Moissac. Reste que de nombreux commerces du centre-ville (cafés et restaurants) ont ces dernières années de plus en plus de difficultés à pérenniser leurs activités, la commune ayant été obligée à plusieurs reprises de faire valoir son droit de préemption sur les baux commerciaux pour éviter la fermeture définitive de ces commerces œuvrant pour l'animation touristique de la commune. En 2012, ce sont près de 200 000 touristes, dont 35 % d'étrangers, qui visitent la ville. Les retombées économiques par an sont de l'ordre de 4 millions € par an.

## Culture locale et patrimoine

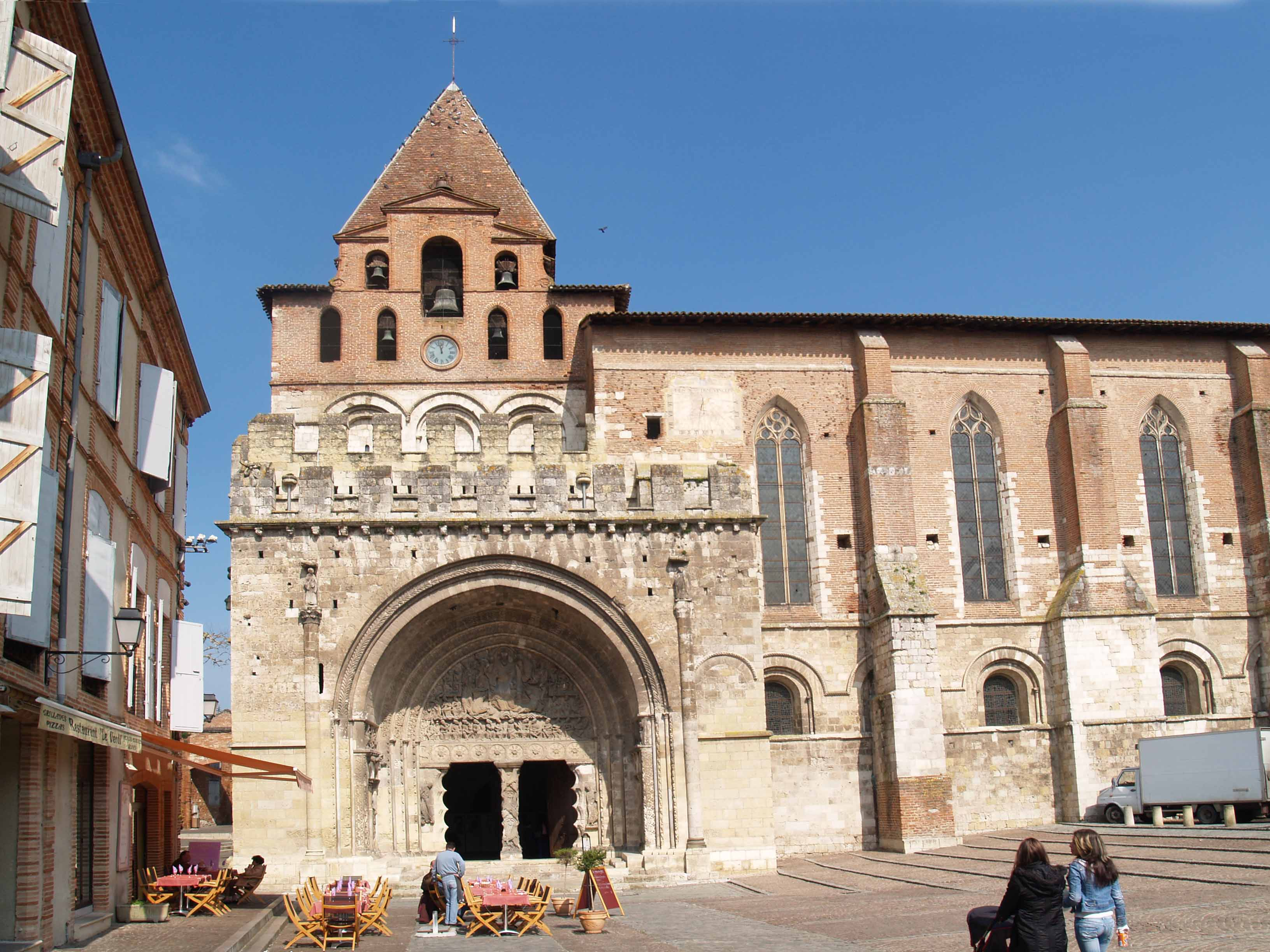
Abbaye Saint Pierre de Moissac.

### Lieux et monuments

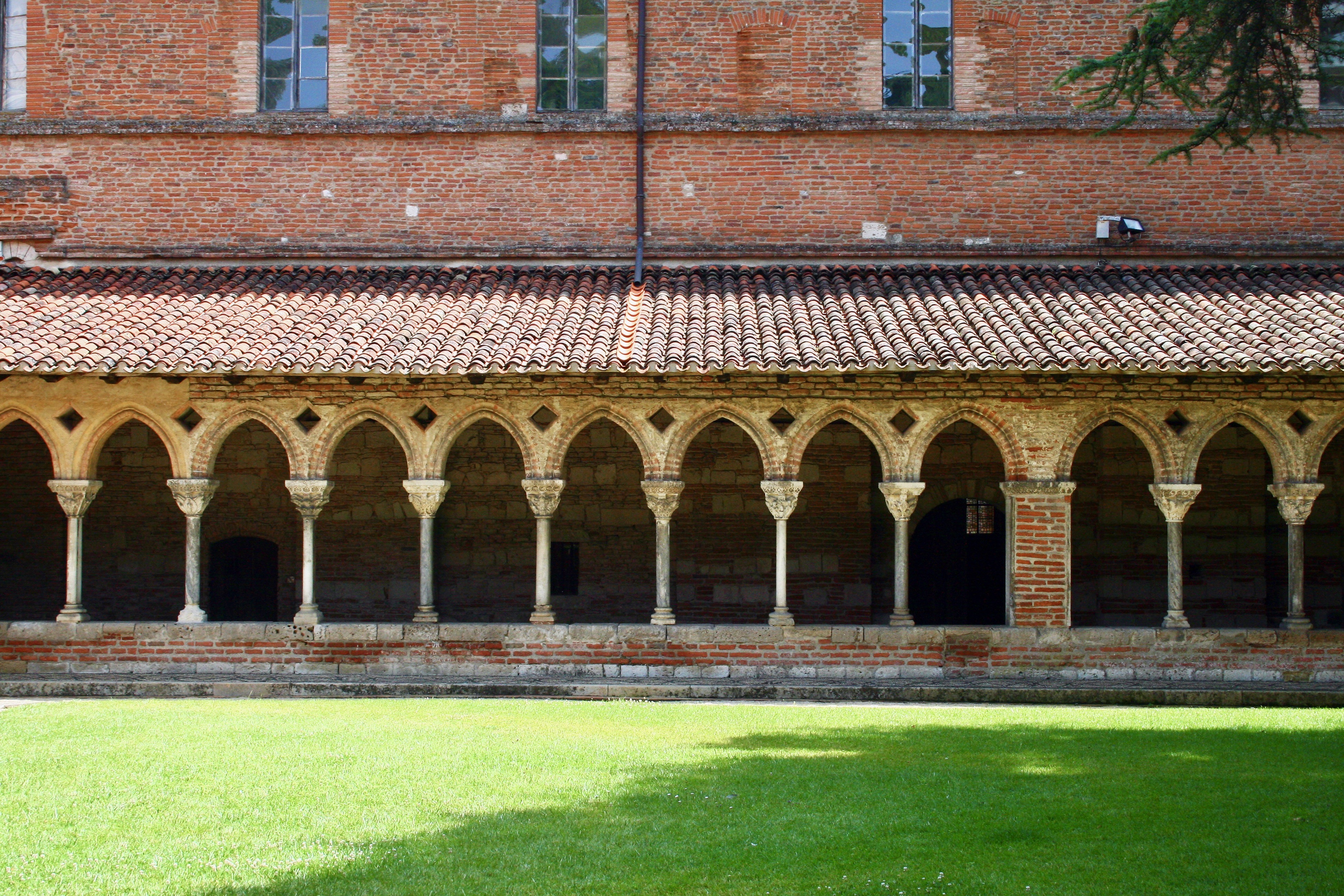
Cloître de l'abbaye Saint-Pierre de Moissac.

#### Patrimoine Religieux

##### L'abbaye Saint-Pierre de Moissac
Église Saint-Pierre, ancienne église abbatiale avec le portail (1130), un des chefs-d'œuvre de la sculpture romane. De l'édifice du XIe siècle ne subsiste plus que le massif clocher-porche, sorte de donjon avec chemin de ronde, construit dans un but défensif mais dont le dernier étage ne date que de la fin de l'époque gothique.
Cloître (fin du XIe siècle), un des mieux conservés de l'Occident chrétien. L'abbaye Saint-Pierre et son cloître furent parmi les premiers édifices classés et restaurés au titre des monuments historiques par la commission présidée par Mérimée, dans les années 1840. Ils ont été inscrits en 1998 au Patrimoine mondial de Unesco sous le titre des Chemins de Compostelle en France.

##### Église Saint-Martin de Moissac
L'église Saint-Martin, dont certaines parties datent du IIIe siècle.
L'église (sauf la chapelle nord) a été classée au titre des monuments historiques en 1922. Les peintures murales du XIVe siècle qui ornent l'archivolte de l'arc d'entrée et les murs de la chapelle latérale ont été classées au titre des monuments historiques en 1953. La parcelle DI 19, située 28, avenue de Gascogne, contenant les vestiges d'un balnéaire antique et portant l'église Saint-Martin a été inscrite au titre des monuments historiques en 2014.

##### Ancienne église Saint-Michel de Moissac
L'ancienne église Saint-Michel de Moissac située 49 rue Malaveille, mentionnée en 1073, mais origine est beaucoup plus ancienne.

##### Édifices religieux recensé à l'Inventaire général du patrimoine culturel
- Église de Saint-Julien[72].
- Église Saint-Jacques[73].
- Église de la Décollation-de-Saint-Jean-Baptiste de Viarose[74].
- Église Saint-Avit de Moissac[75].
- Église Saint-Benoît de Saint-Benoît[76].
- Église Saint-Christophe de Saint-Christophe[77].
- Église Saint-Christophe de Montescot[78].
- Église Notre-Dame-des-Pins d'Espis[79]
- Église Sainte-Catherine de Moissac[80].
- Église Saint-Jacques de Moissac[81].

##### Autres édifices religieux
- Église Saint-Jacques. De l'église Saint-Jacques médiévale, seul le nom reste. L'édifice actuel, du XIXe siècle, a été aménagé en musée de l'artisanat.
- Église du Carmel.
- Église Saint-Amans.
- Église Saint-Hippolyte de Sainte-Livrade.
- Chapelle de l'hôpital de Moissac.
- Chapelle du Petit Séminaire de Moissac.
- Chapelle Saint-Michel de l'école Jeanne-d'Arc de Moissac.

#### Patrimoine Civil
- Pont-canal du Cacor, long de 356 m, à l’est de Moissac, il permet au canal latéral à la Garonne de franchir le Tarn[82]. Le canal latéral à la Garonne, construit en 1847, qui traverse les départements du Lot-et-Garonne et du Tarn-et-Garonne, mesure 183 km de long. Il trouve son origine à Toulouse et s’achève à Castets-en-Dorthe. Il prolongeait le canal du Midi qui existait entre Sète et Toulouse. Il sert aujourd'hui davantage au tourisme qu'à la batellerie.
- Le musée moissagais[83] est installé dans l'ancien logis des abbés, imposante construction flanquée d'une tour crénelée de briques du XIIIe siècle. Deux cartes permettent d'apprécier le rayonnement de l'abbaye au Moyen Âge. Dans la vaste cage d'escalier, objets liés à l'histoire de l'abbaye.

Les amateurs d'art régional peuvent découvrir des céramiques - surtout d'Auvillar -, des meubles régionaux des XVIIe et XVIIIe siècles, coiffes moissagaises ou encore la reconstitution d'une cuisine du bas Quercy au XIXe siècle. La chapelle haute est consacrée à l'art religieux.
- Les halles, place des Récollets. Construites en 1891 par l'architecte municipal Jean Rouma, l'édifice, à l'intérieur et autour duquel se tient le marché hebdomadaire, associe avec élégance pierre, brique et fonte, et son décor de céramique vante déjà les produits du terroir.
- Le pont Napoléon : décidé par Napoléon Ier et terminé par Napoléon III, on a une vue sur les quais et le pont Saint-Jacques : héritier d'un ouvrage médiéval, si ce n'est romain.

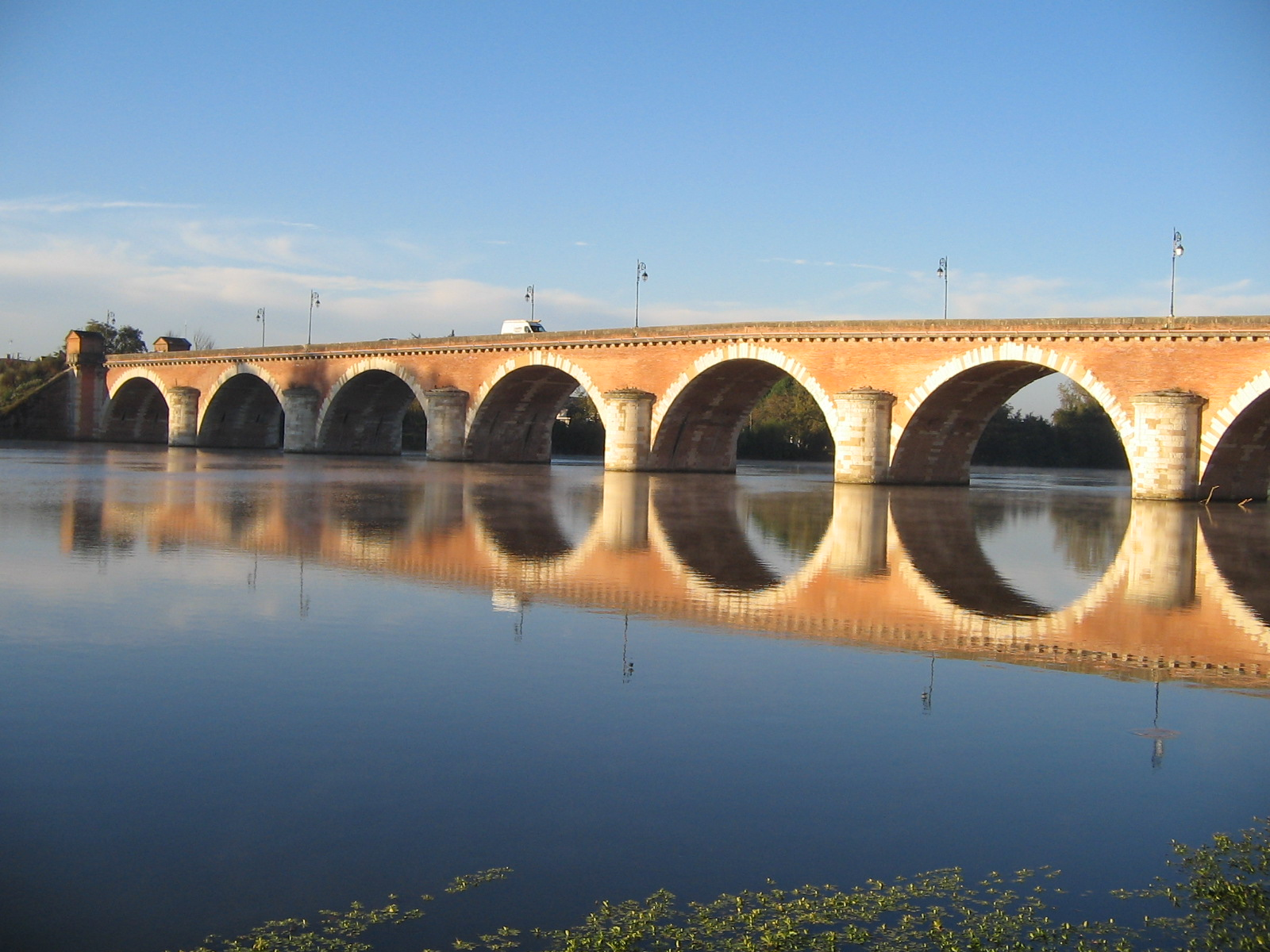
Le pont Napoléon sur le Tarn à Moissac (82), automne 2012.

- Mottes de Sainte-Livrade. Plusieurs mottes semblent abriter des souterrains, dont celle située « À la Grande Motte », voisine du château de Sainte-Livrade. Elle présente deux entrées situées à plus de 40 m au-dessus du Tarn, sur un flanc abrupt. Fut découvert à proximité : des couteaux et pointes de flèches en silex, des poteries épaisses avec un grain grossier ornées de rebords fait à la main. De même, Deval, mentionne une « grotte découverte dans un monticule de forme conique, sur lequel s'élevait naguère l'église de Sainte-Livrade »[84].

#### Le pèlerinage de Compostelle
Moissac est sur la Via Podiensis du pèlerinage de Saint-Jacques-de-Compostelle.
On vient de Lauzerte. La prochaine commune est Auvillar, réputée pour sa halle ronde et l'église Saint-Pierre.
Quittant Moissac par la porte Saint-Jacques, certains jacquets traversaient la Garonne en bac à La Pointe, en direction du prieuré Saint-Nicolas-de-Grave,,.
Si d'autres préféraient franchir la Garonne à Malause, tous se retrouvaient à Auvillar.
L’accueil des pèlerins
S'ils n'avaient trouvé place à l'hôtellerie, ils pouvaient compter sur la maladrerie de l'abbaye, située près de l'église Saint-Martin, ou sur les autres hôpitaux de la cité moissagaise, dont un était placé sous le vocable de Saint-Jacques.
La confrérie Saint-Jacques de Moissac
Moissac est l'une des rares villes de la Via Podiensis où l'on trouve mention d'une confrérie de Saint-Jacques. Cette association apparaît tardivement, en 1523. À cette époque, les mentalités ne sont plus ce qu'elles pouvaient être au cœur du Moyen Âge, quand les confrères fondaient ou géraient des hôpitaux.
Les confrères-pèlerins de Moissac semblent repliés sur eux-mêmes. Leurs activités essentielles sont la célébration de la Saint-Jacques, messe, procession et.. banquet, ainsi que l'assistance aux funérailles des confrères morts.
Moissac, comme Cahors, possédait du reste une paroisse dédiée à cet apôtre.
Depuis 2000, l'ancien Carmel, centre de stages et de séjours, accueille plus de 12 000 personnes par an et notamment les pèlerins en chemin vers Saint Jacques de Compostelle. Entièrement restauré, ce bâtiment historique est situé à flanc de colline.

### Patrimoine naturel

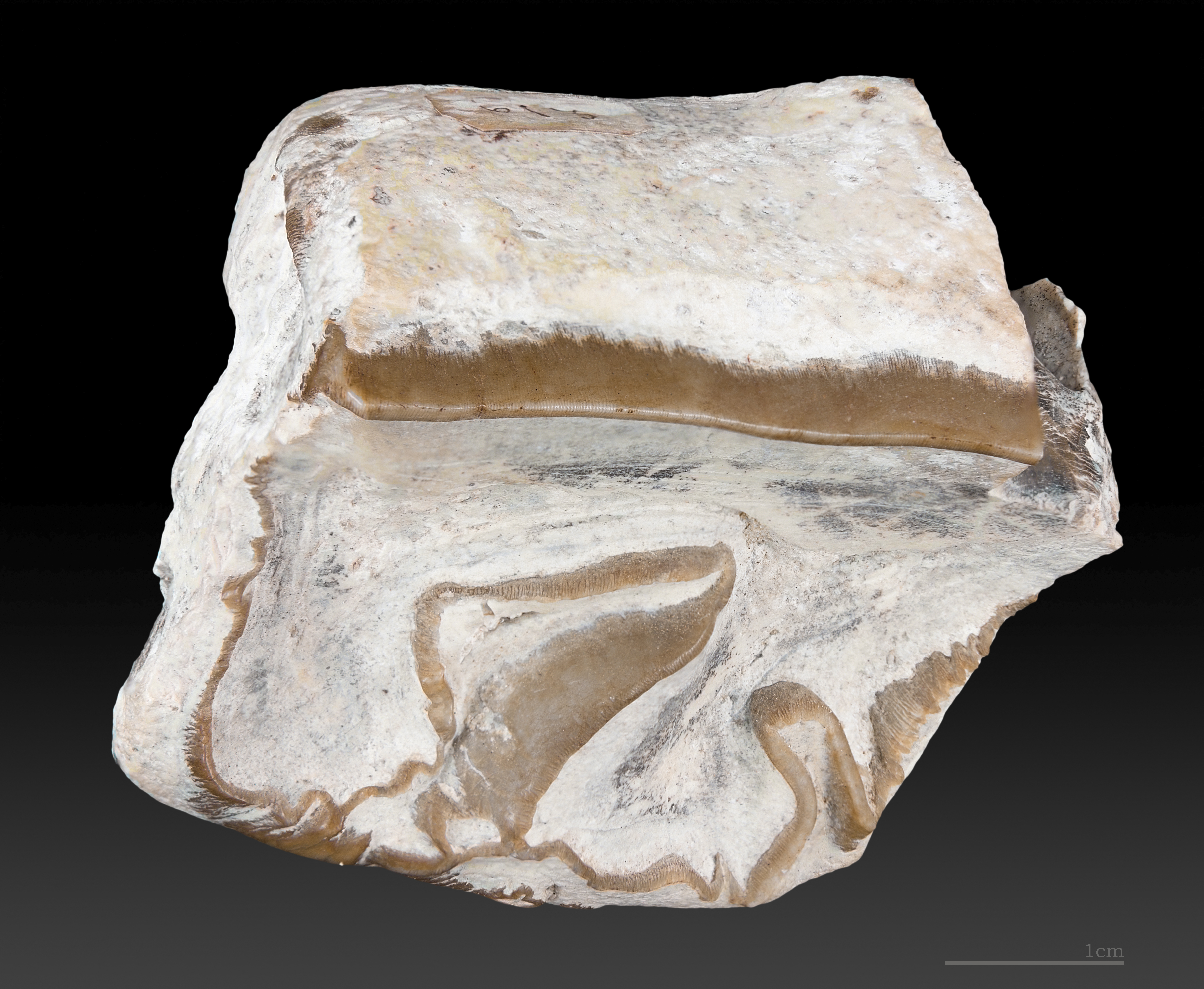
Dent, paratype de Cadurcotherium nouleti – MHNT.

Sur le territoire de la commune de Moissac en 1909 a été mis au jour une nouvelle espèce de rhinocéros fossile, Cadurcotherium nouleti, aujourd'hui renommé Cadurcotherium cayluxi de l'Oligocène  (Rupélien). Le paratype est conservé au muséum de Toulouse.

### Personnalités liées à la commune
- Arnaud Gouges-Cartou (1738-1797), négociant, député du tiers état du Lot aux états généraux de 1789.
- Pierre-Raymond de Brisson (1745-1820), explorateur, né et mort à Moissac ;
- Pierre Delbrel (1764-1846) : avocat, né et mort à Moissac ;
- Hippolyte Detours (1799-1885) : homme politique, né à Moissac ;
- Michel Delbrel (1803-1853) : homme politique, né et mort à Moissac ;
- Raymond Ferréol Lespinasse (1811-1899) : homme politique, né et mort à Moissac ;
- Jean Detours (1830-1881) : homme politique, né à Moissac ;
- François Édouard Raynal (1830-1898) : navigateur et écrivain, né à Moissac ;
- Henri Rieunier (1833-1918) : ministre de la Marine et député, élève du collège de Moissac ;
- Camille Delthil (1834-1902) : homme politique né à Moissac et ancien maire de la commune ;
- Georges Brunel (1838-1890) : homme politique, né à Moissac ;
- Hugues Massip (1842-1889) : homme politique, né à Moissac ;
- Firmin Bouisset (1859-1925) : illustrateur, lithographe et affichiste, né à Moissac ;
- Raymond de La Tailhède (1867-1938) : poète, né à Moissac ;
- Roger Delthil (1869-1951) : homme politique et ancien maire de la commune, né et mort à Moissac ;
- Pierre-Marc Arnal (1873-1914) : homme politique, né à Moissac ;
- Louis Gardes (1874-1943) : journaliste, conteur, écrivain et poète, né et mort à Moissac ;
- André Abbal (1876-1953) : sculpteur né à Montech, a réalisé le monument aux morts ;
- Antoine Capgras (1876-1964) : homme politique, né à Moissac ;
- Marius Barbarou (1876-1956) : ingénieur motoriste (et pilote automobile) ;
- Raymond Salers (1885-1962) : homme politique et ancien maire de la commune, né et mort à Moissac ;
- Slimane Azem (1918-1983) : chanteur algérien de musique kabyle, mort et inhumé à Moissac ;
- Jacques Leuzy (1922-1962) : peintre verrier français, né à Paris et mort à Moissac ;
- Alfred Roques (1925-2004) : joueur de rugby à XV ayant débuté au club de Moissac ;
- Jean Coladon (1933-) : artiste peintre, vit et travaille à Moissac depuis 1997 ;
- Daniel Reiner (1941-) : homme politique, né à Moissac ;
- Jean-David Levitte (1946-) : diplomate, né à Moissac ;
- André Piazza (1947-) : joueur de rugby à XV, né à Moissac ;
- Pierre Blaise (1955-1975) : acteur, né et mort (dans un accident de voiture) à Moissac ;
- François Boulet (1965-) : historien né à Moissac, auteur d'ouvrages sur l'histoire de Moissac ;
- Christophe Rinero (1973-) : coureur cycliste, né à Moissac ;
- Anaïs Amade (1981-) : triple championne d'Europe slalom en ski nautique et vice-championne du monde, licenciée au club de Moissac ;
- Lila Meesseman-Bakir (1987-) : nageuse, née à Moissac ;
- Caroline Costa (1996-) : chanteuse, née à Moissac, découverte par l'émission Incroyable Talent en 2008 ;
- Salvatore Siviliare (?-2005) : mafieux sicilien assassiné à Moissac.
- Liste des abbés de Moissac

### Héraldique & logo

On retrouve sur le logo - réalisé en 2012 - les grains de chasselas et les arches du cloître, symboles indissociables de Moissac, et l’onde qui représente les eaux du Tarn.

| Blason de Moissac | Les armes de Moissac se blasonnent ainsi : de gueules à la croix vidée cléchée d’or pommetée d’argent de douze pièces (croix occitane), au chef d’azur chargé de trois fleurs de lis d’or. |

### Culture populaire
Littérature
- 1951 : L’assassin a le prix Goncourt de Pierre Gamarra ;
- 2009 : Le serpent aux mille coupures de DOA.

Cinéma
- 2005 : Saint-Jacques… La Mecque de Coline Serreau.